# Sextant (album)
Sextant je enajsti studijski album ameriškega jazzovskega klaviaturista Herbieja Hancocka, ki je leta 1973 izšel pri založbi Columbia Records. To je zadnji Hancockov album zogdnjih 70. let, ki ga je posnel s sekstetom Mwandishi.

## Ozadje
Album je izšel 30. marca 1973, posnet pa je bil leto prej. Gre za prvi Hancockov album, izdan pri založbi Columbia.

## Sprejem
Kritik spletnega portala AllMusic, Thom Jurek, je v retrospektivni recenziji zapisal: »Kot njegovi predhodniki, ki so izšli pri Warner Bros. Records, predstavlja album nekakšen post-modalni, prosti impresionizem, hkrati pa se oklepa robov funka.«

## Seznam skladb
Avtor vseh skladb je Herbie Hancock.
| Št. | Naslov           | Dolžina |
| --- | ---------------- | ------- |
| 1.  | „Rain Dance‟     | 9:16    |
| 2.  | „Hidden Shadows‟ | 10:11   |
| 3.  | „Hornets‟        | 19:35   |

## Glasbeniki
- Mwandishi (Herbie Hancock) – klavir, Fender Rhodes, clavinet, melotron, ARP 2600, ARP Pro Soloist, Moog
- Mwile (Bennie Maupin) – sopranski saksofon, basovski klarinet, pikolo, kabasa
- Mganga (Eddie Henderson) – trobenta, krilnica
- Pepo (Julian Priester) – basovski trombon, tenorski trombon, altovski trombon, kravji zvonec
- Mchezaji (Buster Williams) – bas kitara, kontrabas
- Jabali (Billy Hart) – bobni
- Patrick Gleeson – ARP 2600, ARP Pro Soloist
- Buck Clarke – tolkala